# Moulin-Neuf (Dordogne)
Moulin-Neuf – miejscowość i gmina we Francji, w regionie Nowa Akwitania, w departamencie Dordogne.
Według danych na rok 1990 gminę zamieszkiwały 664 osoby, a gęstość zaludnienia wynosiła 77 osób/km² (wśród 2290 gmin Akwitanii Moulin-Neuf plasuje się na 601. miejscu pod względem liczby ludności, natomiast pod względem powierzchni na miejscu 1163.).